# Alkoholatura
Alkoholatura, intrakt (łac. Alcoholaturae, Intracta) – preparat roślinny, otrzymywany poprzez wytrawienie surowego surowca roślinnego etanolem o stężeniu 80–95° (procent objętościowych). Intrakty są podobne do nalewek, różnią się od nich tym, że są sporządzane z surowców świeżych, a nie suszonych.
Alkoholatury otrzymuje się metodą maceracji alkoholem w ilości od 80 do 120% masy surowca. Świeżo sporządzony preparat jest nietrwały, ze względu na obecne w nim aktywne enzymy roślinne, mogące rozkładać cenne składniki wyciągu. Z tego względu surowce roślinne stabilizuje się, ogrzewając je krótko we wrzącym etanolu.
Przykłady intraktów:
- intrakt z kwiatostanu głogu (Crataegi intractum),
- intrakt z  ziela melisy (Melissae intractum),
- intrakt z  ziela dziurawca (Hyperici intractum),
- intrakt z niedojrzałych nasion kasztanowca (Hippocastani intractum),
- intrakt z korzeni kozłka (Valerianae intractum)